# Class 01
De Class 01 is een Britse rangeerlocomotief met dieseltractie. De locomotief is ontworpen voor gebruik op krappe bochten en een beperkt profiel vrije ruimte.

## Geschiedenis
Vier exemplaren werden gebouwd door Andrew Barclay Sons & Co uit Kilmarnock (Schotland) in 1956. Ze kregen de nummers 11503-11506, daarna D2953-2956, en de twee die nog in dienst waren bij de invoering van de computernummering werden 01001 (D2954) en 01002 (D2955). De locomotieven werden oorspronkelijk ondergebracht in depot Stratford (30A). Een vijfde exemplaar werd in 1958 gebouwd voor onderhoudstreinen. Deze kreeg nummer 81 maar werd in 1967 omgenummerd naar D 2956 toen de oorspronkelijke D2956 werd uitgerangeerd.
De locomotieven bleken zeer veelzijdig ondanks het geringe vermogen van 114 kW en waren klein genoeg om op iedere normaalspoorlijn van British Rail (BR) te kunnen rijden, al was de maxiumumsnelheid van 22,9 km/u wel een bezwaar. Voor een serie van slecht vijf locomotieven bleken ze ook zeer betrouwbaar hoewel Stratford Docks, waar ze eerst gestationeerd werden, niet bekendstond om zware diensten.
01 001 en 01 002 bleven het langst in dienst van BR omdat ze als enige licht genoeg waren voor de dienst ten behoeve van het onderhoud van de golfbreker van Holyhead. Na 1973 werd de 01 001 niet meer ingezet maar gebruikt om onderdelen te leveren aan de 01 002. 01 001 werd uitgerangeerd in 1979, de 01 002 in 1981. Beide locomotieven werden ter plaatse gesloopt nog steeds in de oorspronkelijke zwarte kleurstelling met gele strepen en het originele unicycle lion logo.

## Techniek
De class 01 was uitgerust met een Gardner zescilinder, 4 takt 6L3 motor van 114 kW met 1200 toeren verbonden met een Wilson SE4, 4-versnellingsbak met een vaste hydraulische koppeling Vulcan-Sinclair type 23 en een Wiseman 15LGB-rijrichting-en-aandrijfeenheid. De wielen zijn verbonden door drijfstangen die op hun beurt aangedreven worden door een aandrijfkast.

## Historisch materieel
Twee exemplaren zijn bewaard gebleven:
- D2953 bij de Heritage Shunters Trust
- De eerste D2956 bij de East Lancashire Railway

## Hergebruik van de code 01
De sub-code 01/5 is later gebruikt voor kleine rangeerlocomotieven in particulier bezit die een toelating hebben voor het Britse spoorwegnet. Zodoende is 01/5 een serie met zeer uiteenlopende locomotieven die alleen gemeen hebben dat ze klein zijn en/of nooit een computernummer hebben gehad.